# Rijtuigenhof
Het Rijtuigenhof is een straat in Amsterdam-West.

## Ligging en geschiedenis
De straat in de vorm van een hofje is gelegen tussen de Overtoom en het Vondelpark. Die strook werd deels al rond 1880 door de gemeente Nieuwer-Amstel volgebouwd, maar tevens waren er Amsterdamse ondernemingen die een voorschot op de toekomst namen en er hun bedrijf vestigden. Zo had de Amsterdamsche Omnibus Maatschappij er al paardenstallen en in 1881 liet de Nieuwe Rijtuigenvereeniging er een stallencomplex bouwen naar ontwerp van Dolf van Gendt, die ook de stallen voor de AOM had ontworpen. Toegang tot de gebouwen kon worden verkregen via een nauwe passage aan de Overtoom of via de Saxenburgerdwarsstraat. Met de komst van de elektrische tram en auto’s werden beide stallen overbodig en ingericht voor andere werkzaamheden. Hier kwam de Amsterdamse Rijtuig Maatschappij, dat origineel een van de voorlopers van de AOM was. De ARM schakelde over naar elektrische taxi’s, vervolgens naar benzinetaxi’s en sloot af als autoverhuurbedrijf (BV Auto Exploitatiemaatschappij AEM). Rond 1979 werden de gebouwen op het terrein afgestoten en gesloopt.
De gemeente Amsterdam gaf het terrein op 17 november 1982 een nieuwe naam: Rijtuigenhof.

## Gebouwen
Van de oorspronkelijke bebouwing bleef niets meer over. Vervolgens kwam er een periode van geruzie over de inrichting van de terreinen. De grond was dermate duur dat alleen kantoren en/of dure woningen gerealiseerd konden worden; hetgeen tegen de zin van de buurtbewoners was. Wethouder Jan Schaefer was een van degenen die er voor zorgden dat er weliswaar goedkopere woningen kwamen, maar dan meer dan oorspronkelijk gepland. Het oorspronkelijk plan was slechts één toegangspoort in de gevelwand van de Overtoom te maken. Deze toegangspoort was alleen voor voetgangers en fietsers. Automobilisten zouden via de Schoolstraat moeten omrijden, waartegen de bewoners van die nogal nauwe straat bezwaar maakten. Er kwam een tweede bredere poort voor autoverkeer.
Er werd vanaf augustus 1983 in opdracht van woningbouwvereniging Ons Huis een complex neergezet naar ontwerp van Bureau H.J. Snijder met Anna Vos.
In het nieuwbouwcomplex werd tevens een tehuis voor zestien ongehuwde moeders geprojecteerd (Tehuis Annette).
Rond 2012 werd het complex opgeknapt, de alleenstaande moeders waren eveneens vertrokken en het complex is dan in bezit van Woningstichting Eigen Haard, die een deel in eigendom heeft gegevens van een Vereniging van Eigenaren. Eigen Haard liet de smalle doorgang betegelen met tegels die verwijzen naar de A.R.M.

## Kunst
In het hof zijn naast de tegelwand nog twee kunstobjecten te vinden:
- de pilaren van de brede doorgang zijn voorzien van muurschilderingen (kunstenaar onbekend)
- het speelpleintje heeft een in bak- en beton uitgevoerde rijtuig ontworpen door Jelle Kramer (kunstenaar en bewoner van het Rijtuigenhof).[bron?]

## Afbeeldingen

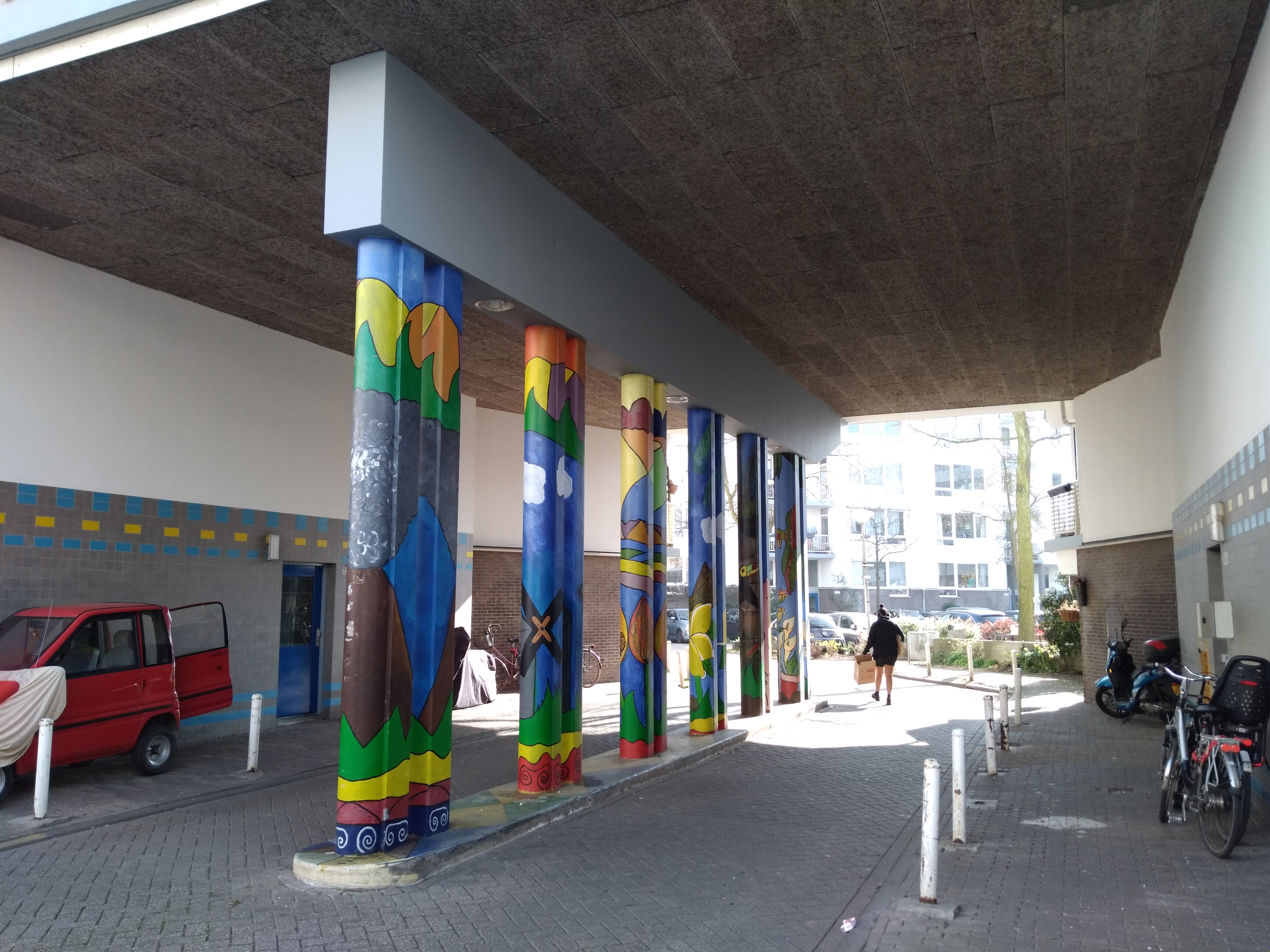
Murals op pilaren westelijke doorgang (maart 2021)
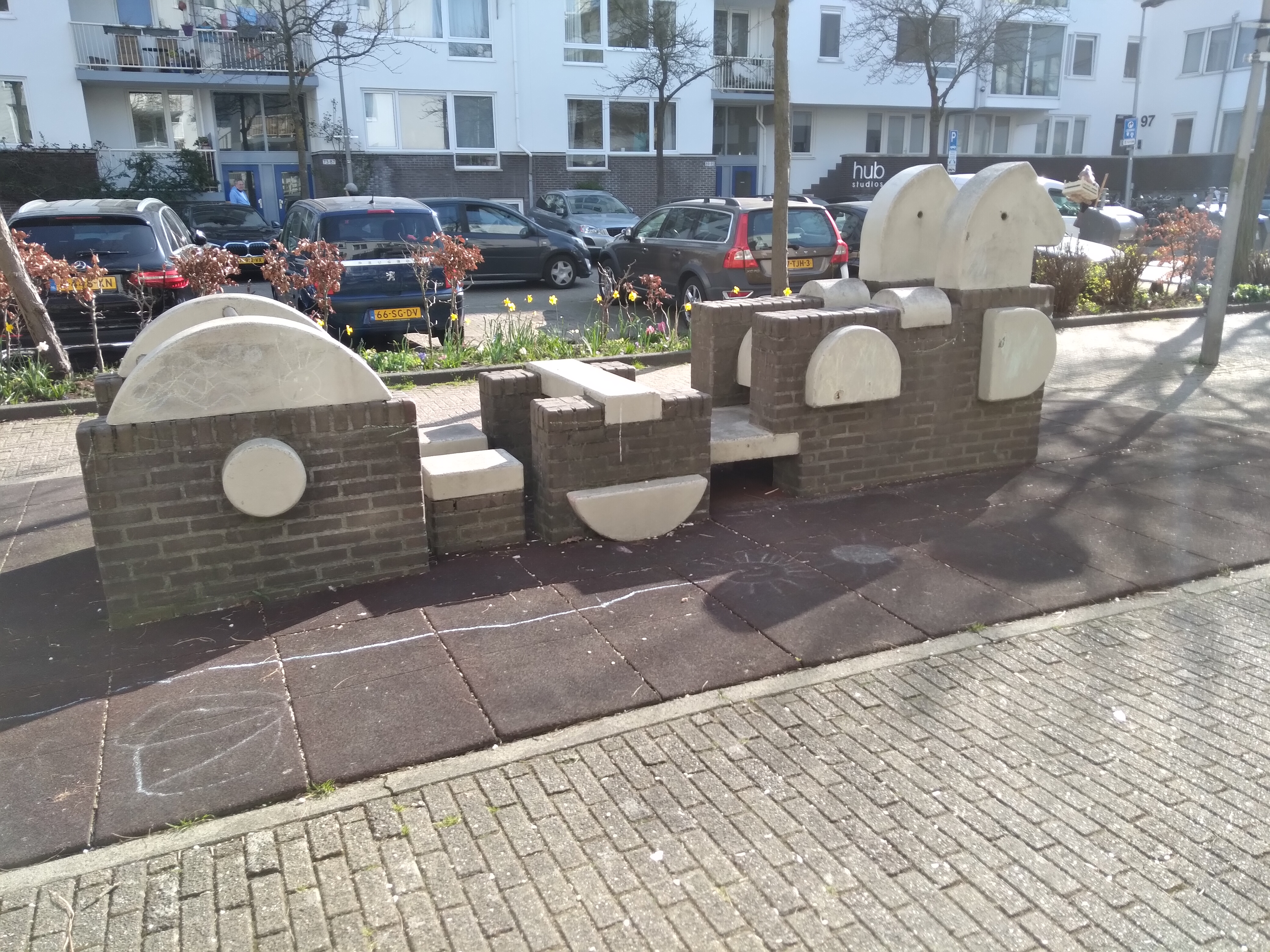
Stenen rijtuig (maart 2021)
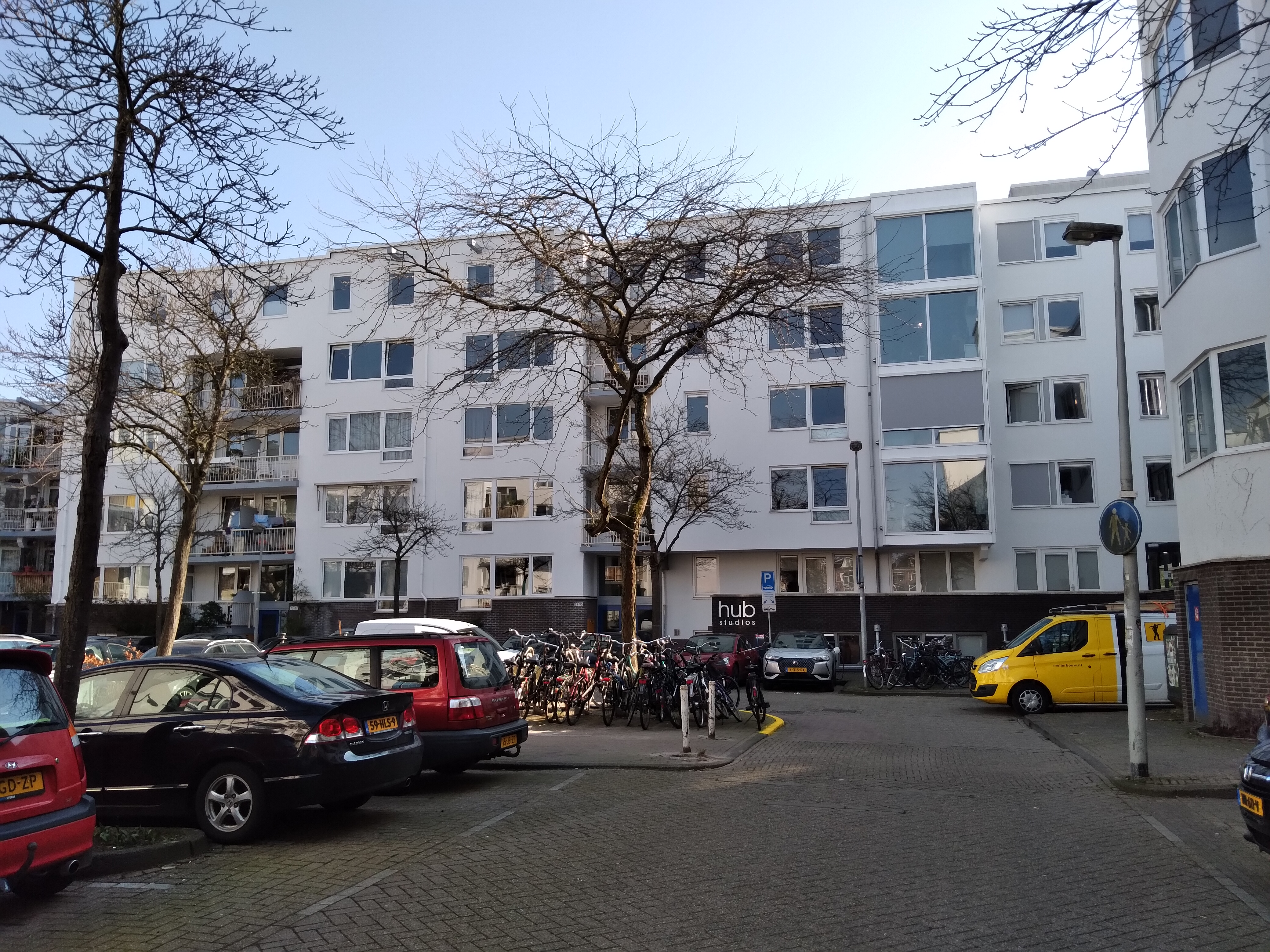
Hub Studios op plaats Tehuis Annette (maart 2021)
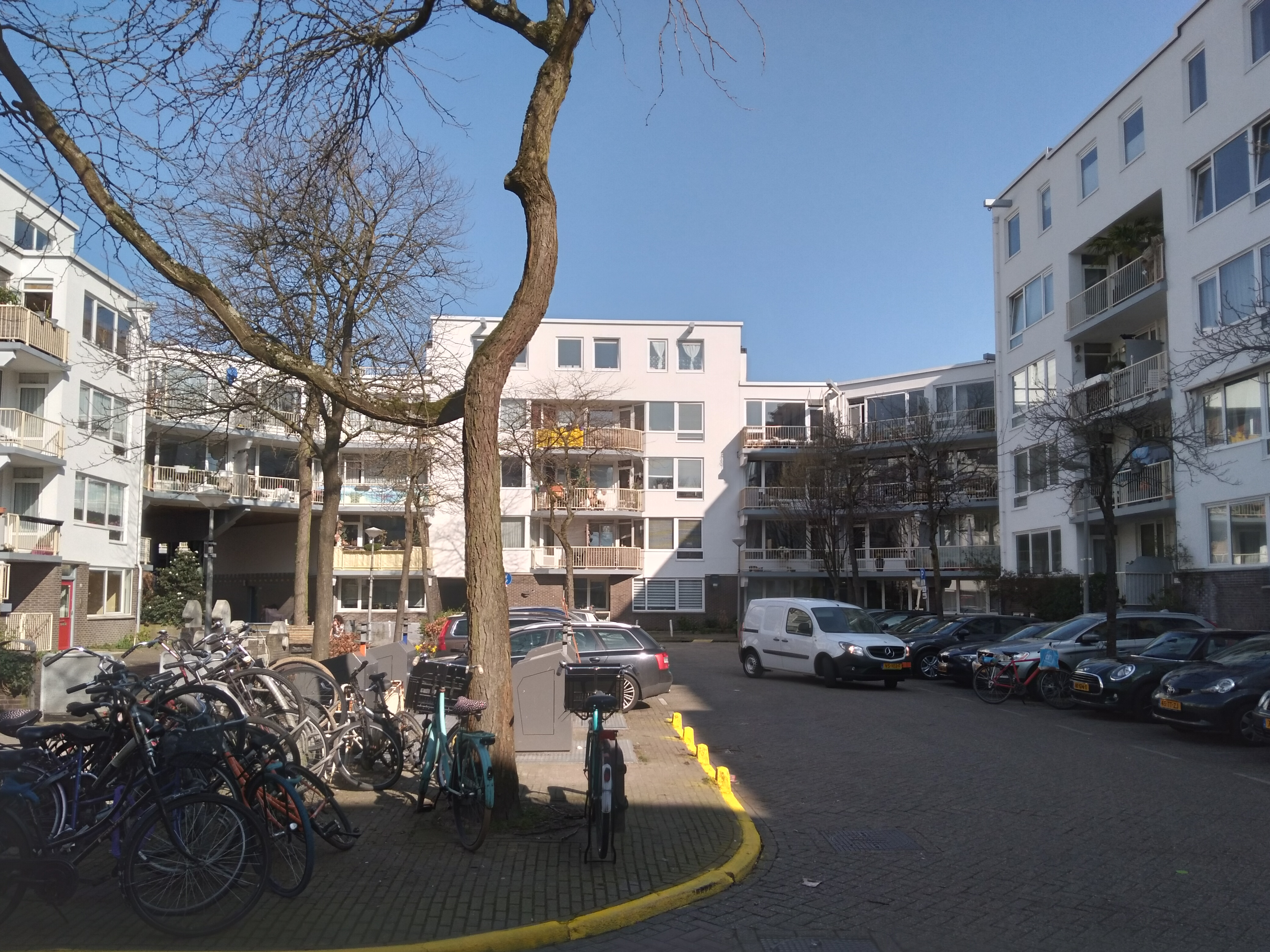
Rijtuigenhof (maart 2021)
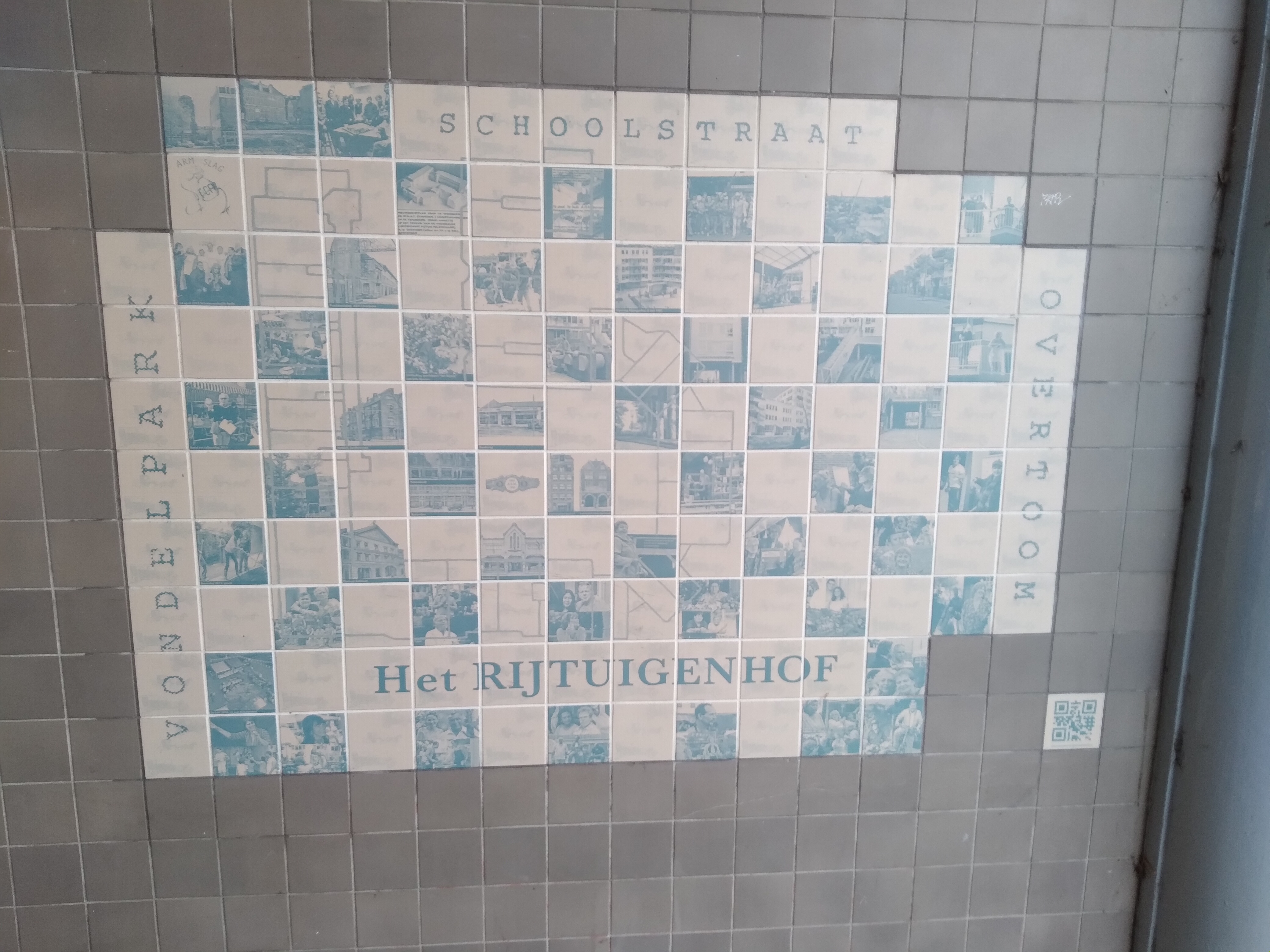
Een van de tegeltableaus (maart 2021). Idee en vormgeving; Marcia Narain. Dit project is mogelijk gemaakt door het Eigen Haard fonds.